# Eunicea citrina
Eunicea citrina är en korallart som beskrevs av Achille Valenciennes 1855. Eunicea citrina ingår i släktet Eunicea och familjen Plexauridae. Inga underarter finns listade i Catalogue of Life.